# HERO (ロボット)
HERO (Heathkit Educational RObot)は1980年代ヒースキットから販売されていた複数の教育用ロボットである。ヒース社は1979年10月にHERO 1のプロジェクトを発足した。最初のユニットは1982年に入手できた。機種はHERO 1、HERO Jr.とHERO 2000があった。ヒースキットは 一連のHEROロボットのサポートを1995年まで実施した。これらはすべてキット若しくは半完成の状態で供給された。2013年以降、明らかに1980年代の機種は希少性故に収集家の収集対象となったと考えられている。それらは実用性は低いが娯楽と教育においては有用だった。

## HERO 1 (ET-18)
HERO 1 は自立型の移動ロボットでモトローラの6808 CPUと4kバイトのRAMを搭載したコンピュータで制御された。ロボットの特徴は光、音の各センサーと同様にソナー式距離計による動作検出器を搭載していたことである。更にオプションでアームや音声合成装置もキットや組み立て済みの形態で用意されており取り付けることができた。
HERO 1 は同様にMr. Wizard's Worldの数話に登場した。
BYTE誌ではHERO 1の記事では、"かなり柔軟性と機能があり...もしあなたがロボット工学に関心があるならヒース社は貴殿に道筋を示すだろう。"と記述された。

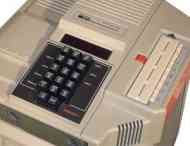
HERO 1の制御パネル

## HERO Jr. (RT-1)
HERO Jrと呼ばれる小型版のHEROが後に家庭用に販売された。単純化され、自律性が高まった。HERO 1のようにHERO Jrは6808プロセッサを搭載したがRAMは2kだけだった。24 kBに拡張可能だった。同様に合成音声、ポラロイドのソナー距離計、光センサーや音センサーを搭載した。オプションの赤外線センサーも同様に入手できた。他のオプションにはこれまでの2倍の時間運用できる一対の外部バッテリーにより活動時間が4時間から8時間に拡大された。遠隔操作用の付属品により利用者がロボットを操作する事を企図した。付属品に含まれた動体検出センサで"動くものは何でも"検出した。
ヒースキットはロボットの能力を高める目的で留守中に空き巣に入られた時に動体を検出して防犯装置を起動する送信機を含む複数の追加装置を用意した。同様にプログラムのカートリッジを追加する事でゲームも可能でロボットに直接プログラムする事も企図した。
駆動機構はHERO 1の物を踏襲した。ロボットの後部に駆動と操向式車輪を備えた。頭部には最大10 lb (5 kg)の重量物を乗せて運ぶ事ができた。このロボットは多様な映画に由来するロボットやコンピュータに関連するいくつかのフレーズを話すことができた。同様に主人の名前を記憶して呼ぶ機能と同様に歌を歌ったり詩を朗読したりした。

## HERO 2000 (ET-19)
より強力なHERO 2000は複数のマイクロプロセッサを搭載して音声合成、複数のセンサーとバックプレーンを使用する拡張カードにより能力が強化された。

## HE-RObot
2007年12月に発売されたHE-RObotはヒースキットとホワイトボックス・ロボティックスの戦略提携の成果である。914 PC-BOTとしてホワイトボックス・ロボティックスからも販売されている。入手可能だった時期において$8000だった。HE-RObotは教育用を見込んでいた。ヒースキットは2012年に破産するまでこれらのロボットをおよそ50台販売した。
ハードウェアはインテル Core Duo搭載のmini-ITXマザーボードで80GBのハードディスクの産業用PCを元にしている。ウェブカメラ、CD-ROM/CD-RWコンボドライブ、USBホスト、LEDヘッドライト、8基の赤外線センサー、スピーカーと無線チップセットを搭載している。アナログ8入力とデジタル8入力とデジタル8出力と他のセンサを回路で制御される。オプションで2番目のD/Aボードも搭載できる。シャーシは2個の12Vの鉛電池とDCステップモーターにより移動する。高さは約53cm、重量は約25kgである。
HE-RobotのソフトウェアはマイクロソフトのVisual Studio 2005が使用される。NET支援言語によりプログラムされる。アルゴリズムは会話、航法と人工知能がサポートされる。

## 文献
- Mark J. Robillard: HERO 1 - 先進的プログラミングとインターフェース, H.W. Sams 1983. ISBN 0-672-22165-9
- Howard Boyet: Hero 1 - 先進的プログラミング実験, Heathkit/Zenith 1984. ISBN 0-87119-036-2
- John D. Hubbard, Lawrence P. Larsen: Hero 2000 - Programming and Interfacing, Heathkit/Zenith 1986. ISBN 0-87119-153-9

### 文献
- Howard Boyet: Heath's robot "HERO": 68 experiments : fundamentals and applications, Microprocessor Training 1983. ISBN 9994699709
- Mark J. Robillard: HERO 1 - Advanced Programming and Interfacing, H.W. Sams 1983. ISBN 0-672-22165-9
- Howard Boyet: Hero 1 - Advanced Programming Experiments, Heathkit/Zenith 1984. ISBN 0-87119-036-2
- John D. Hubbard, Lawrence P. Larsen: Hero 2000 - Programming and Interfacing, Heathkit/Zenith 1986. ISBN 0-87119-153-9